# Мстислав Юрійович
Мстислав Юрійович (нар. після 1213 — пом. 7 лютого 1238) — середній син великого князя Володимирського Юрія Всеволодовича. Мати — дочка Всеволода Чермного Агафія.

## Життєпис
Монгольські війська в рамках свого західного (кипчацького) походу після битви біля Коломни і відходу володимирських військ на чолі з Всеволодом Юрійовичем до Володимира взяли Москву. Новий збір військ Юрій Всеволодович призначив на Сіть, залишивши в столиці дружину і старших синів Всеволода та Мстислава. Монголи підійшли до Володимира 3 лютого, але на штурм кілька днів не йшли. Протягом цього часу місто було обнесене тином, був узятий Суздаль і пригнаний взятий там полон. Також у ці дні під стінами столиці на очах у матері і братів був убитий Володимир Юрійович, але воєвода Петро Ослядюкович втримав Всеволода і Мстислава від вилазки і закликав, «якщо зможемо, зі стін оборонятися». Але через кілька днів старші Юрійовичі також загинули «поза градом», і місто було розорено.
З 1236 року Мстислав був одружений з Марією. Марія вважається загиблою в 1238 році під час захоплення монголами Володимира-на-Клязьмі; обоє канонізовані православною церквою як благовірні князі в складі Собору Володимирських святих разом з братами Володимиром і Всеволодом, матір'ю Агафією Всеволодівною, її дочкою Феодорою, дружиною брата Всеволода Христиною Володимирівною (див. Володимирські мученики). Пам'ять звершується в складі собору 6 липня (23 червня за старим стилем).
Даних про дітей Мстислава не збереглося.